# Ustrzyki Dolne (gmina)
Pour l’article homonyme, voir Ustrzyki Dolne.
Ustrzyki Dolne est une gmina mixte du powiat de Bieszczady, Basses-Carpates, au sud-ouest de la Pologne. Son siège est la ville d'Ustrzyki Dolne, qui se situe environ 80 km au sud-est de la capitale régionale Rzeszów.
La gmina couvre une superficie de 477,7 km2 pour une population de 17 623 habitants.

## Géographie
Outre la ville de Ustrzyki Dolne, la gmina inclut les villages d'Arłamów, Bandrów Narodowy, Brelików, Brzegi Dolne, Dźwiniacz Dolny, Grąziowa, Hoszów, Hoszowczyk, Jałowe, Jamna Dolna, Jamna Górna, Jureczkowa, Krościenko, Kwaszenina, Leszczowate, Liskowate, Łobozew Dolny, Łobozew Górny, Łodyna, Moczary, Nowosielce Kozickie, Ropienka, Równia, Serednica, Stańkowa, Teleśnica Oszwarowa, Trójca, Trzcianiec, Ustjanowa Dolna, Ustjanowa Górna, Wojtkowa, Wojtkówka, Wola Romanowa, Zadwórze et Zawadka.
La gmina borde les gminy de Bircza, Czarna, Fredropol, Olszanica et Solina.